# Cantonul Salignac-Eyvigues
Cantonul Salignac-Eyvigues este un canton din arondismentul Sarlat-la-Canéda, departamentul Dordogne, regiunea Aquitania, Franța.

## Comune
| Comune                   | Populație (1999) | Cod poștal | Cod INSEE |
| ------------------------ | ---------------- | ---------- | --------- |
| Archignac                | 339              | 24590      | 24012     |
| Borrèze                  | 336              | 24590      | 24050     |
| Jayac                    | 181              | 24590      | 24215     |
| Nadaillac                | 341              | 24590      | 24301     |
| Paulin                   | 278              | 24590      | 24317     |
| Saint-Crépin-et-Carlucet | 502              | 24590      | 24392     |
| Saint-Geniès             | 1.008            | 24590      | 24412     |
| Salignac-Eyvigues        | 1.148            | 24590      | 24516     |